# José Aponte Hernández
José F. Aponte Hernández (San Juan, 19 de enero de 1958) es un contador y político puertorriqueño. Integrante de la Cámara de Representantes de Puerto Rico desde el 2000, sirvió como su Presidente entre 2005 y 2009.

## Carrera
Nació en San Juan y obtuvo una licenciatura en Contabilidad de la Universidad de Puerto Rico en Río Piedras en 1980.
Se desempeñó como Secretario General del Partido Nuevo Progresista de 1996 a 1997 (en funciones) y de 1997 a 1999 bajo la administración de Pedro Rosselló. En diciembre de 2013 volvió a ser elegido como secretario general del PNP bajo la presidencia de Pedro Pierluisi. Abandonó el cargo por segunda ocasión tras la elección de Ricardo Rosselló como presidente de la colectividad y fue reemplazado por William Villafañe.
Aponte Hernández fue designado para cubrir la vacante que dejó su hermano Néstor Aponte Hernández, como Representante por el Distrito 33, Compuesto por los siguientes municipios San Lorenzo, Juncos, Las Piedras y Gurabo. Luego de que éste fue nominado a Juez del Tribunal de Apelaciones de Puerto Rico. Aponte Hernández fue elegido Representante en las elecciones generales de 2000 y reelegido como representante por acumulación en las elecciones generales de 2004, 2008 y 2012.
Después de que el Partido Nuevo Progresista obtuvo una mayoría en la Cámara de Representantes en las elecciones generales de 2004, Aponte Hernández fue elegido como el 28.º Presidente de la Cámara de Representantes el 10 de enero. También es miembro del Partido Republicano de Puerto Rico. Tras las elecciones de 2008 fue derrotado en su aspiración a la reelección como Presidente de la cámara, cual eligió a la entonces Presidenta del Comité de Asuntos Gubernamentales, Jenniffer A. González Colón.
Aponte ha abogado por la estadidad apoyando un proyecto de estadidad en 2010 y pidiendo al Congreso en 2016 que dé prioridad a la admisión de Puerto Rico como estado.En febrero de 2023 volvió a abogar por la anexión de Puerto Rico ante el Congreso de los Estados Unidos de América. .
Durante la pandemia de COVID-19, Aponte Hernández se pronunció en contra de los minoristas que operaban máquinas de juegos en sus establecimientos, explicando que si a los casinos no se les permitía operar durante la pandemia, tampoco deberían hacerlo estos establecimientos más pequeños.

## Vida personal
Aponte Hernández está casado con la Catedrática Dra. Aida I. Rodríguez Roig y tienen dos hijos y una hija. Actualmente reside en el municipio de San Lorenzo. Uno de sus hermanos mayores, Néstor, fue juez del Tribunal de Apelaciones de Puerto Rico, mientras que otro, Jorge, fue Director de la Oficina de Gerencia y Presupuesto durante la administración del entonces Gobernador Pedro Rosselló.

## Historial electoral
| Año  | Cargo                              | Tipo      | Partido | Partido | Votos   | %    | Posición | Resultado |
| ---- | ---------------------------------- | --------- | ------- | ------- | ------- | ---- | -------- | --------- |
| 2000 | Representante por el 33.º distrito | Generales |         | PNP     | 27,408  | 48.7 | 1.º      | Electo    |
| 2004 | Representante por acumulación      | Generales |         | PNP     | 149,745 | 7.8  | 3.º      | Reelecto  |
| 2008 | Representante por acumulación      | Generales |         | PNP     | 151,612 | 8.1  | 5.º      | Reelecto  |
| 2012 | Representante por acumulación      | Generales |         | PNP     | 134,479 | 7.41 | 8.º      | Reelecto  |
| 2016 | Representante por acumulación      | Generales |         | PNP     | 106,588 | 7.34 | 9.º      | Reelecto  |
| 2020 | Representante por acumulación      | Generales |         | PNP     | 67,030  | 5.55 | 9.º      | Reelecto  |
| 2024 | Representante por acumulación      | Generales |         | PNP     |         |      |          |           |